# Chermoula
Chermoula är en kryddblandning från Nordafrika (Marocko, Algeriet, Tunisien och Libyen). Ingredienserna varierar, men vanligen ingår spiskummin, paprika, lök, vitlök, chili, gurkmeja, persilja, salt och peppar. Chermoula används främst till att marinera fisk och havsmat, men passar även till kyckling- och lammgrytor samt grillmat. Kryddblandningen kan också smaksätta dippsåser.